# Kerosargus
Kerosargus zijn een uitgestorven vliegengeslacht uit de familie van de Kovalevisargidae. De wetenschappelijke naam van het geslacht is voor het eerst geldig gepubliceerd in 1997 door Mostovski.

## Soorten
De volgende soorten zijn bij het geslacht ingedeeld:
- Kerosargus argus Mostovski, 1997[1]  †
- Kerosargus sororius Zhang, 2011[2]  †